# Marie-Luce Waldmeier
Marie-Luce Waldmeier, francoska alpska smučarka, * 1. julij 1960, Ambilly, Francija.
Nastopila je na olimpijskih igrah 1980 in 1984, kjer je zasedla šestnajsto in dvajseto mesto v smuku. V edinem ločenem nastopu na svetovnih prvenstvih leta 1982 je osvojila trinajsto mesto v smuku. V svetovnem pokalu je tekmovala šest sezon med letoma 1979 in 1984 ter dosegla dve uvrstitvi na stopničke v smuku. V skupnem seštevku svetovnega pokala je bila najvišje na 36. mestu leta 1981, trikrat je bila trinajsta v smukaškem seštevku.